# Alldeutscher Verband
Alldeutscher Verband (Alltyska förbundet), tyskt propagandaförbund, grundad 1891 (under namnet Allgemeiner deutscher Verband; senare namn 1894) med syfte att stödja de tyska kolonialintressena, hävda de tyska folkminoriteternas rättigheter i grannstaterna och över huvud taget hålla tyskheten vid makt.

## Medlemmar och organisation
Alltyska förbundet verkade emot liberalism och socialism och krävde kraftåtgärder mot demokratiska strävanden. Förbundet rekryterade sina medlemmar bland högersinnade ämbetsmän, universitetslärare, militärer, diplomater m.fl. män på chefsposter runtom i Tyskland. Uppgiften var att skapa en organisation av utvalda som skulle utöva inflytande på statens politik. Alltyska förbundets första ledare var Carl Peters. Men inbördes motsättningar gjorde att verksamheten inte fick fart förrän Ernst Hasse, professor i kolonialpolitik vid Leipzigs universitet och medlem av riksdagen, valdes till Alltyska förbundets president 1894. Samma år Hasse tillträdde bytte förbundet namn och dess tidning Alldeutscher Blätter började utkomma under hans ledning. Dess medlemmar och andra med förbundets strävande sympatiserande personer kallas vanligen "alltyskar".

### Tyskheten
I uppropen från det Alltyska förbundet framhöll man att miljoner tyskar fortfarande efter grundandet av det tyska kejsardömet 1871 befann sig utanför rikets gränser. Det var Tysklands skyldighet att beskydda tyskarna utomlands. Alltysk blev benämningen på den imperialistiska och aggressiva nationalistiska progaganda som fördes i Tyskland före första världskriget. Den appellerade till samhärighet i ras och kultur. Det var en pangermanism som stod över partierna, ja över folket, eftersom den aldrig lyckades få ett helhjärtat stöd av en majoritet bland tyskarna.
I början av 1900-talet förändrades alltyskheten från att ha varit patriotisk och kulturell till en rörelse med krav på territoriell expansion. Bakom kravet på kolonier låg den tyska industriella frammarschen och utvandringen som enligt Alltyska förbundet borde styras till tyska områden. Programmet var vagt men ett genomgående drag kan urskiljas: alltyskarna ville stärka det nationella medvetandet bland tyskarna.
Det fanns ingen klar avgränsning vad som gäller till exempel vilka som skulle innefattas i alltyskheten eller pangermanismen. En del talade för en enhet av den tysktalande befolkningen i Centraleuropa, andra ville ha med tyskarna i Östeuropa. Några ville ytterligare inbegripa skandinaverna i den pangermanska rörelsen.

#### Völkisch
I Tyskland utvecklades under 1800-talets andra hälft völkisch-ideologin, en särpräglad ideologisk riktning eller riktningar som innehöll vissa gemensamma grundelement. Idelogin utgår från föreställningen om ett tyskt Volk som en blodgemenskap grundad på ras, språk och bygd, med en specifik kultur, "själ", och karaktärsdrag beroende på det ariska arvet. De riktiga bärarna av detta arv är bönderna och det som har format dem sedan folkvandringstiden är det tyska landskapet, fr.a. skogen. Man vill behålla den här ursprungligheten och avvisar sådant som anses främmande. Således förkastas de flesta idéer som kommer utifrån, från "artfrämmande" kulturer, och fr.a. som befaras hota landsbygden och bondestammen, såsom urbaniseringen, liberalismen, marxismen, finanskapitalet - och judarna. Völkisch-idéerna odlades och spreds inte minst av Alldeutscher Verband. I förbundet förenades völkisch-rasism med pangermanismen, herrefolksidén och med aggressiv militarism.

### Efter första världskriget
På förbundets program stod före 1918 också realiserandet av en centraleuropeisk tullförening, vari också skulle ingå förutom Österrike även Schweiz, Nederländerna och Belgien. Efter kriget levde pangermanismen kvar. Alltyska förbundet förlorade visserligen sin position men arbetade en tid jämsides med andra högerpartier. Det tyska samhället var efter kriget genomsyrat av tal om Volksgemeinschaft och nästan alla partier använde sig av völkische appeller. På 1920-talet fanns flera hundra lokala nationalistiska föreningar i Tyskland som betonade ras och folk utan klara ideologiska skillnader. Alltyska förbundet inriktade sig på att stärka utlandstyskarnas ställning; inom landet vill den oberoende av partier och samhällsklasser stärka känslan för tyskheten, Deutschtum, inom alla folklager. Förbundet, som 1929 omfattade ett 500-tal lokalavdelningar, driver en energisk propaganda. Ett självständigt men med den tyska organisationen parallellt arbetande förbund med samma namn verkade sedan 1920 i Österrike.
Alltyska förbundets ledare Heinrich Class välkomnade först Adolf Hitlers framträdande men bröt slutligen förbindelserna 1932. Hitler upplöste sedan förbundet.